# Estilete (molusco)
Estilete (nome científico: Lamproscapha ensiformis) é uma espécie de molusco bivalve (animais com uma concha carbonada formada por duas valvas) da família dos micetopodídeos (Mycetopodidae) e subfamília dos anodontitíneos (Anodontitinae).

## Distribuição e habitat
O estilete é endêmico do Brasil (Amapá, Amazonas, Paraná, Acre, Rio Grande do Sul, Pará), Peru, Paraguai, Argentina (Santa Fé), Bolívia, Guiana e Venezuela. Habita rios de fluxo permanente.

## Descrição
O estilete apresenta concha de tamanho médio muito frágil, delgada, com quatro centímetros de comprimento e dois centímetros de altura, forma romboide muito fina e alongada com borda posterior oblíqua, cujo contorno lembra um estilete. As margens dorsal e ventral são quase paralelas. A carena suave, podendo ser dupla. A superfície externa é lisa e opaca e de coloração marrom. Seus umbos são muito baixos e erodidos, formados apenas por finas linhas concêntricas por toda a superfície externa, e não há seio palial. O perióstraco é marrom oliváceo, sem brilho. A articulação é edêntula. O nácar é bastante iridescente. Distingue-se facilmente de outros anodontitíneos pela forma mais alongada.

## Estado de conservação
Embora não se saiba a natureza precisa das ameaças à sobrevivência do estilete, sugere-se que a poluição por mercúrio da mineração de ouro, esgoto não tratado e o desvio de cursos de água devido à construção de estradas e barragens são ameaças potenciais a esta espécie no rio Amazonas e seus afluentes. Em 2002, o estilete foi classificado como vulnerável na Lista das Espécies da Fauna Ameaçadas de Extinção no Rio Grande do Sul. A Instrução Normativa MMA N.º 05, de 21 de maio de 2004, de competência do Ministério do Meio Ambiente, reconheceu a espécie como vulnerável e proibiu sua comercialização. Em 2007, foi classificado como vulnerável na Lista de espécies de flora e fauna ameaçadas de extinção do Estado do Pará; e em 2018, como pouco preocupante na Lista Vermelha do Livro Vermelho da Fauna Brasileira Ameaçada de Extinção do Instituto Chico Mendes de Conservação da Biodiversidade (ICMBio). O estilete faz parte das espécies contempladas no Plano de Ação Nacional para a Conservação das espécies Endêmicas e Ameaçadas de Extinção da Fauna da Região do Baixo e Médio Xingu. Em 2011, a espécie foi registrada na Lista Vermelha da União Internacional para a Conservação da Natureza (UICN / IUCN), onde consta como pouco preocupante. Ainda não existem medidas de conservação específicas para esta espécie. Mais pesquisas são necessárias para estabelecer o tamanho da população e ecologia, e esclarecer a taxonomia desta espécie.